# 尼日爾國家足球隊
尼日爾國家足球代表隊是尼日爾的國家足球代表隊，由尼日爾足球協會管理，現時屬於國際足協及非洲足協成員國之一。尼日爾至今仍未參加過世界盃決賽週，非洲國家盃方面於2012年及2013年連續兩次進入決賽周，但都在小組賽出局。

## 世界盃成績
- 1930 至 1974年 - 沒有參賽
- 1978 至 1982年 - 未能晉級
- 1986年 - 退出
- 1990年 - 沒有參賽
- 1994年 - 未能晉級
- 1998年 - 退出
- 2002年 - 沒有參賽
- 2006 至 2022年 - 未能晉級

## 非洲國家盃紀錄
- 1957年 - 1959年 - 屬於法國的一部分
- 1962年 - 1965年 - 不屬於非洲足球協會的一部分
- 1968年 - 沒有參賽
- 1970年 - 1972年 - 沒有參賽
- 1974年 - 退出
- 1976年 - 外圍賽出局
- 1978年 - 1980年 - 退出
- 1982年 - 沒有參賽
- 1984年 - 外圍賽出局
- 1986年 - 1990年 - 沒有參賽
- 1992年 - 1994年 - 外圍賽出局
- 1996年 - 在外圍賽進行期間退出
- 1998年 - 因1996年非洲國家盃外圍賽進行期間退出而被禁止參加
- 2000年 - 2010年 - 外圍賽出局
- 2012年 - 小組賽
- 2013年 - 小組賽
- 2015年 - 2023年 - 外圍賽出局